# نيك كوك
نيك كوك (بالإنجليزية: Nick Cook)‏ هو صحفي الرأي وصحفي بريطاني، ولد في 1960.